# 트레센
트레이닝센터(일본어: トレーニングセンター 토레닝구센타[*]), 약칭 트레센(일본어: トレセン 토레센[*])은 일본 경마에서 운영하는 조련장이다. 경주마의 관리 및 조교를 실시하기 위해 일본중앙경마회를 비롯한 각 경마시행단체들이 건립해 운영한다.
중앙경마에는 관동과 관서에 각각 하나씩 2개소가 존재한다. 이바라키현 이나시키군 미호촌의 미호 트레센과 시가현 릿토시의 릿토 트레센이다. 미호 트레센 마방에 소속된 경주마는 관동마(関東馬), 릿토 트레센 마방에 소속된 경주마는 관서마(関西馬)로 통칭한다.
지방경마에서도 경마장 수용능력의 문제 등으로 경마장과 별도로 트레센을 설치한 곳이 있다. 반대로 몬베츠 경마장처럼 원래 트레센이었던 시설을 확장개편해 경마장이 된 사례도 있다.